# Гусево (Башкортостан)
Гу́сево (Гу́севка) (баш. Ҡаҙ) — село в Абзелиловском районе Республики Башкортостан Российской Федерации. Административный центр Гусевского сельсовета. Согласно переписи 2020 года население составляло 1150 человек.

## География
В окрестностях села находится пруд на р. Тырки.  V 2331 тыс. м³, S 1,1м², пропускная способность сооружений 20 м³/сек.

### Географическое положение
Расположено на правом берегу реки Янгельки, в 16 км к юго-востоку от районного центра села Аскарова, в 245 км от столицы республики города Уфы и в 20 км к юго-западу от города Магнитогорска.

## Население
| 1968 | 2002 | 2009  | 2010  |
| ---- | ---- | ----- | ----- |
| 620  | ↗955 | ↗1121 | ↘1102 |

Согласно переписи 2002 года, преобладающие национальности: башкиры (69 %), русские (27 %).

## Инфраструктура
Личное подсобное хозяйство с зоной сельскохозяйственного использования, индивидуальная застройка усадебного типа.
Основа экономики — сельское хозяйство. В советские годы действовал колхоз «Заветы Ильича».
МБОУ «Средняя общеобразовательная школа села Гусева». 

## Транспорт
Через село проходит автодорога Аскарово — Янгельское, вблизи села она примыкает к региональной автодороге 80Н-071 Давлетово — Альмухаметово.

## Религия
В селе есть мечеть.

## Известные уроженцы, жители
Здесь родился Маркин, Пётр Яковлевич (1927—2001) — советский и российский врач.